# Schinderhannes (Carl Zuckmayer)
Pour l’article homonyme, voir Schinderhannes.

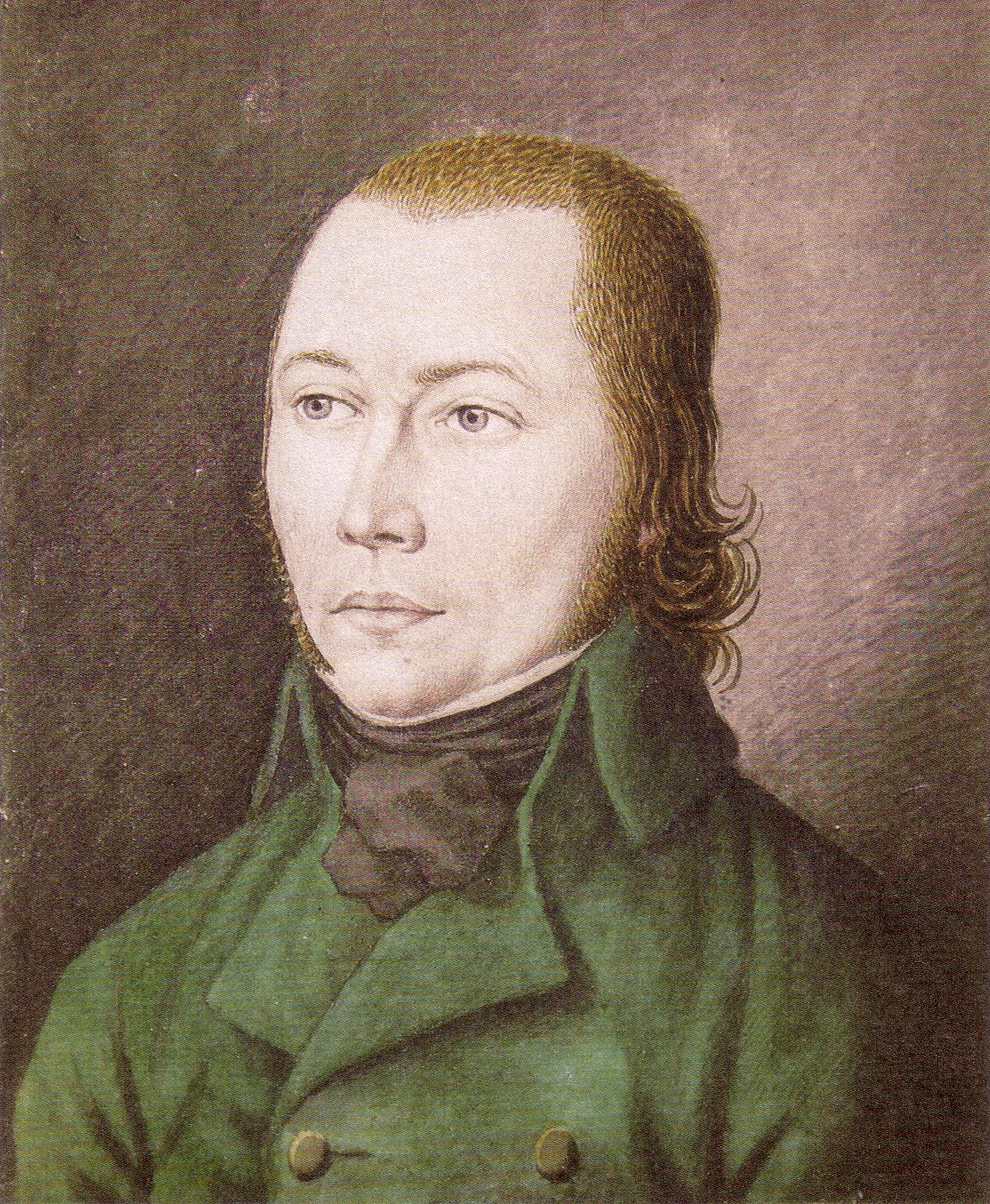
Johannes Bückler, plus connu sous son surnom de Schinderhannes (né vers 1778 à Miehlen, exécuté à Mayence le 21 novembre 1803)

Schinderhannes est une pièce de théâtre de 1927 écrite par Carl Zuckmayer.
Elle fut créée le 13 octobre 1927 au théâtre Lessing de Berlin avec les acteurs Eugen Klöpfer et Käthe Dorsch.
La pièce narre les aventures de Schinderhannes, criminel allemand du XVIIIe siècle parfois comparé à Robin des Bois.  Le drame de Zuckmayer est basé sur l'histoire de la vie de Schinderhannes, mais sans être tout à fait exact sur le plan historique.
Cette pièce fut adaptée au cinéma en 1928 par Curtis Bernhardt dans The Prince of Rogues (en)  avec comme acteurs principaux Hans Stüwe, Lissy Arna et Albert Steinrück. La pièce a fait l'objet d'une nouvelle adaptation cinématographique en 1958 sous le titre Der Schinderhannes avec Curd Jürgens dans le rôle de Schinderhannes et Maria Schell dans celui de Julchen. Alors que la pièce fut très bien accueillie par le public, les avis des critiques furent plutôt négatifs.

## Source de la traduction
- (en) Cet article est partiellement ou en totalité issu de l’article de Wikipédia en anglais intitulé « Schinderhannes (play) » (voir la liste des auteurs).